# Fumble

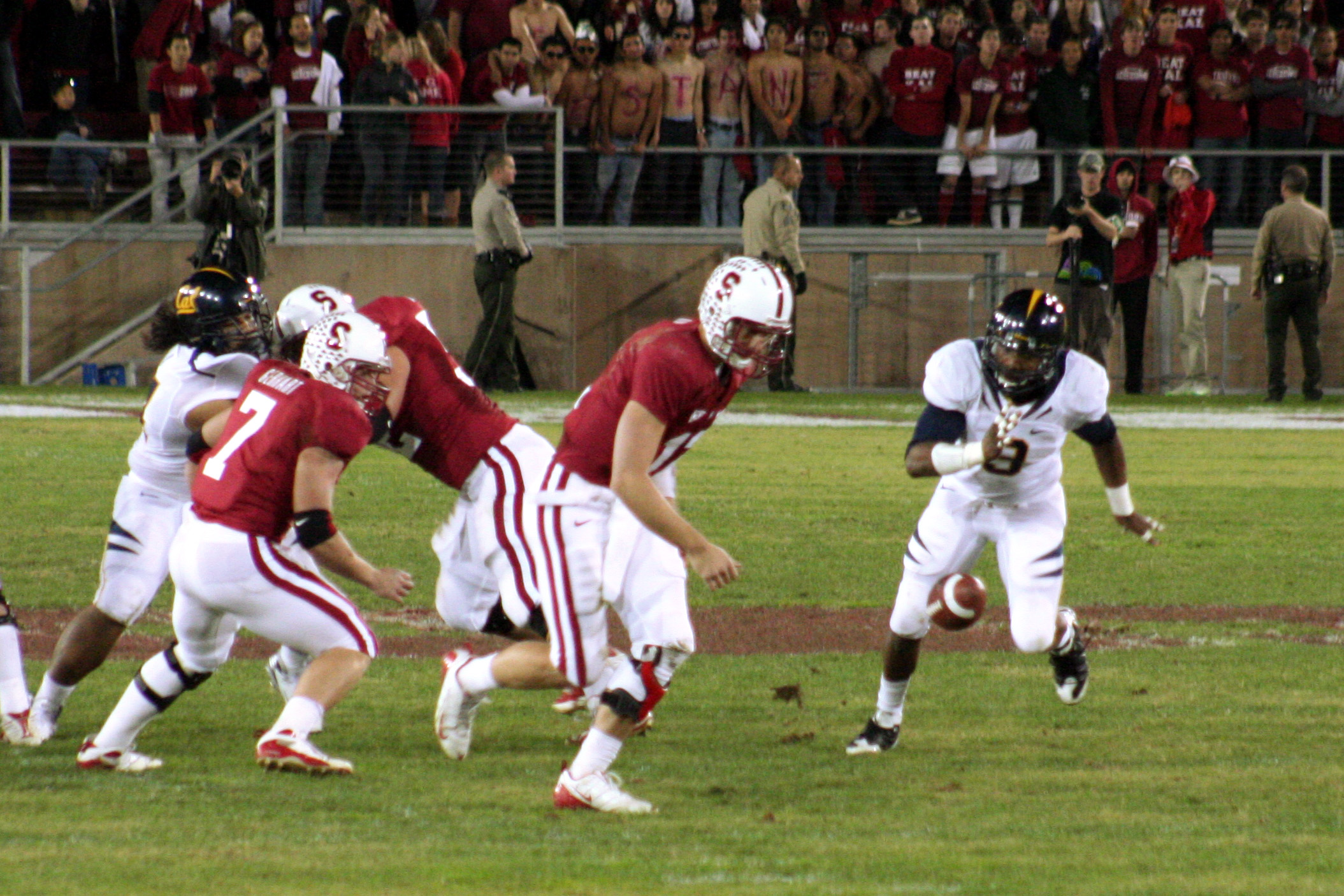
O então quarterback de Stanford, Andrew Luck, sofre um fumble durante o snap em um jogo contra o California Golden Bears, em 2009.

Um fumble no futebol americano dos Estados Unidos e do Canadá ocorre quando um jogador, que tem a posse e controle da bola deixa ela cair. Pela regra, em qualquer situação, passando, chutando ou dando a bola ao running back, pode resultar num fumble. O fumble pode ser forçado por um jogador da defesa, usando as mãos dando um soco na bola ou forçando com o capacete. A bola perdida pelo fumble pode ser recuperada por ambas as equipes (exceto, no futebol americano dos Estados Unidos, depois do two-minute warning no fim de cada tempo ou em situações de 4th down, onde o jogador que sofreu o fumble é o único que pode avançar com a bola depois de recupera-la, caso contrário a próxima jogada começará no ponto onde a bola é recuperada). O fumble é um dos três turnovers possiveis no futebol americano (os outros dois são a interceptação ou turnover on downs), onde a bola pode mudar de mão por erro.
Outra situação meio diferente é o muff. Um muff acontece quando um jogador que não tem a posse da bola tenta pegar um passe lateral ou tenta pegar a bola em situações de chute como num punt. O resultado é o mesmo e muitos narradores e comentaristas podem chamar o muff de fumble.
Um fumble também pode acontecer quando um defensor chega no quarterback e o apressa para soltar a bola. Se o QB perde a bola quando seu braço ainda está iniciando o movimento para fazer um passe para frente, a bola é considerada viva (fumble) e pode ser recuperda por qualquer um.